# Judy van den Berg
Judy van den Berg es una deportista neerlandesa que compitió en triatlón. Ganó tres medallas de bronce en el Campeonato Europeo de Triatlón Campo a Través entre los años 2008 y 2010.

## Palmarés internacional
| Campeonato Europeo | Campeonato Europeo     | Campeonato Europeo | Campeonato Europeo |
| Año                | Lugar                  | Medalla            | Prueba             |
| ------------------ | ---------------------- | ------------------ | ------------------ |
| 2008               | Ameland (Países Bajos) | Medalla de bronce  | Individual         |
| 2009               | Cerdeña (Italia)       | Medalla de bronce  | Individual         |
| 2010               | Myjava (Eslovaquia)    | Medalla de bronce  | Individual         |